# Tonghua (powiat)
Tonghua (chiń. 通化县; pinyin: Tōnghuā Xiàn) – powiat w północno-wschodnich Chinach, w prowincji Jilin, w prefekturze miejskiej Tonghua. W 1999 roku liczył 252 103 mieszkańców.